# 石川県道271号漆原下出線

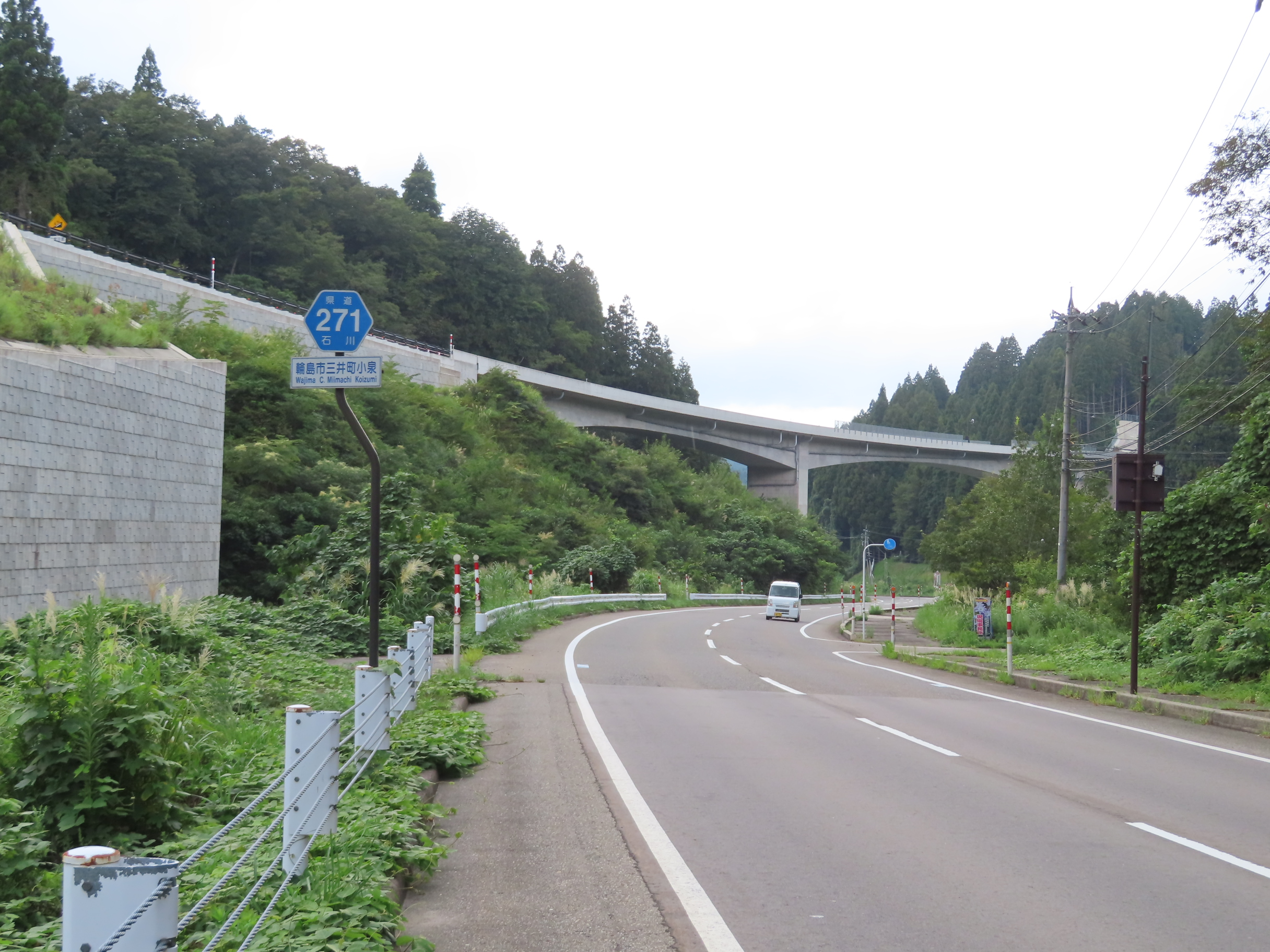
輪島市三井町小泉（2023年9月）

石川県道271号漆原下出線（いしかわけんどう271ごう うるしはらしもでせん）とは、石川県輪島市と同県鳳珠郡穴水町を結ぶ一般県道（石川県道）である。

## 路線概要
- 起点：石川県輪島市三井町漆原前田池26甲番地先（＝石川県道1号七尾輪島線交点）
- 終点：石川県鳳珠郡穴水町字中居チ89番地先（＝石川県道26号珠洲穴水線交点）

輪島市三井と鳳珠郡穴水町とを結ぶ。県道名の下出は、穴水町中居の小字である。

## 道路状況
この県道は大きく2つの区間に分かれている。
漆原 - 洲衛
この区間は峠道であるものの、両側2車線（片側1車線）の快走路であり、また片側のみではあるものの、歩道が整備されている。これは輪島市中心部と2003年（平成15年）7月に三井町洲衛の東方に開港した能登空港とのアクセスルートとしての役目や、2006年（平成18年）6月、能越自動車道（穴水道路）能登空港IC（現・のと里山空港IC） - 穴水ICの開通による、県都金沢と輪島市とを最短時間で結ぶ経路の1つをそれぞれ担っていたが、のと三井ICが開通されると失われている。また、洲衛地内の洲衛交差点で珠洲道路と接続し、当区間を介し、輪島市中心部と能登町や珠洲市との行き来も容易になっている。
洲衛 - 中居
この区間は先述の区間とは大きく異なり、両側1車線か、それにも満たない区間が続く。普通車でもすれ違いが困難であり、待避所もほとんど整備されていないものの、通行車両は沿線の田畑や森林へ農耕期に作業するための車両が出入りする程度であり、交通量は皆無である。また、沿道には民家が無いことも合わさって、冬季は閉鎖される。これらの点から、当区間を通過するには、当県道の東部に並走している石川県道26号珠洲穴水線の通行が賢明である。穴水町波志借から中居（終点）は、集落内を通るルートで、こちらもすれ違いが困難な狭隘区間である。

## 歴史
- 1960年（昭和35年）10月15日：路線認定。
- 2003年（平成15年）7月6日：漆原 - 洲衛間の改良工事が完了。
- 2009年（平成21年）：洲衛交差点に設置されている珠洲道路側に対しての信号機が当県道側にも設置され、常時幹線青方式の押しボタン式信号機から定周期式信号機（一般的な信号機）となる。

## 接続道路
- 石川県道1号七尾輪島線（輪島市三井町漆原：起点）
- 石川県道303号柏木穴水線（珠洲道路）（洲衛交差点・輪島市三井町洲衛）
- 石川県道26号珠洲穴水線（鳳珠郡穴水町中居）
  - なお、終点との交点から約100m先の中居交差点で、国道249号とも接続している。

## 冬期閉鎖区間
- 輪島市三井町洲衛 - 鳳珠郡穴水町波志借（6.2km）
  - 概ね12月中旬から翌年3月下旬まで閉鎖される。洲衛にある、当県道と接する集落末端の民家の物置の先および波志借集落の最奥部に架かる日詰川の橋梁から先が実質的な冬期閉鎖区間となる。常設のゲートはなく、閉鎖期間中に通行止めの道路標識がついたトラ板つきのバリケードと、管理者である奥能登土木総合事務所設置の看板が各々の末端部に設置される。

## 周辺
- 茅葺庵 三井の里
- 石川県健康の森
- 能登空港
- 輪島市臨空産業団地
- ザ・カントリークラブ能登